# Kostel svaté Maří Magdaleny (Olešná)
Kostel svaté Maří Magdaleny je farní kostel v římskokatolické farnosti Olešná na Moravě, nachází se v centru vesnice Olešná, která je částí města Nové Město na Moravě. Kostel je orientovanou jednolodní plochostropou klasicistní stavbou s gotickým jádrem, pravoúhlým závěrem, obdélnou předsíní a hranolovou věží. Kostel je chráněn jako kulturní památka České republiky.

## Historie
Kostel byl postaven někdy kolem roku 1369, kdy byla zaznamenána první zmínka o osadě Olešná, tehdy vznikla kratší a nižší gotická stavba kostela. Kostel tehdy již měl zaklenutý presbytář a nedaleko kostela stála dřevěná věž, ta od kostela byla oddělena hřbitovem, který byl obehnaný zídkou. V kostele je zazděn náhrobek Wolfganga Ludvíka Hetzera z Aurachu, který byl pohřben v roce 1672. Mezi lety 1788 a 1790 byl kostel přestavěn a také byl zrušen hřbitov a přesunut do místa za osadou. V roce 1786 byla také postavena budova fary. V roce 2000 byl kostel opraven, budova byla v interiéru znovu nalíčena a současně byla odkryta fresková výzdoba z doby kolem roku 1600. V roce 2016 byla opravena fasáda kostela, kdy financování se zúčastnili i obce, které přísluší místní farnosti.